# Eduardo Pretell Zárate
Eduardo Andrés Pretell Zárate (Cajamarca, 13 de julio de 1931) es un médico, cirujano, investigador y docente universitario peruano. Fue ministro de Salud durante el gobierno de transición de Valentín Paniagua.

## Biografía
Eduardo Pretell nació en la ciudad de Cajamarca, el 13 de julio de 1931.
Realizó sus estudios escolares en el Colegio Nacional Abel Alva de Cajamarca. Ingresó a la Universidad Nacional de Trujillo para estudiar la carrera de medicina, al cabo de pocos ciclos de estudios se trasladó a Lima, en donde estudió en la Facultad de Medicina “San Fernando” de la Universidad Nacional Mayor de San Marcos. 
En el año 1961 obtuvo una beca para la Escuela de Medicina Harvard en la cual realizó estudios de postgrado en Endocrinología por tres años. Realizó sus prácticas en el Hospital General de Massachusetts en Boston. 
Se ha desempeñado como investigador en la Unidad de Medicina Experimental del Instituto de Tecnología de Massachusetts (MIT).
Regresó a Perú en el año 1966 y se reincorporó al Instituto de Investigaciones de la Altura de la Universidad Peruana Cayetano Heredia. Es fundador del International Council for Control of Iodine Deficiency Disorders (ICCIDD) y coordinador regional para América en desórdenes por deficiencia de yodo. 
En 1996 obtuvo el Premio Reina Sofía por su investigación Deficiencia del Iodo y menor calidad de vida: Tres décadas de lucha para su erradicación.
Es profesor principal de Medicina en la Universidad Peruana Cayetano Heredia y miembro de la Academia Nacional de Medicina.
Desde el año 2005, está afiliado a Acción Popular, partido político fundado por el expresidente Fernando Belaúnde Terry.

### Ministro de Salud
El 25 de noviembre del año 2000, tras la caída del gobierno fujimorista, Eduardo Pretell fue convocado por el presidente interino Valentín Paniagua y lo nombró como su primer ministro de Salud, siendo parte del gabinete presidido por Javier Pérez de Cuéllar.
Como ministro, aprobó el decreto supremo N° 062-2001-PCM que estableció un Régimen Especial para las adquisiciones de productos farmacéuticos realizadas por el Ministerio de Salud, el Seguro Social de Salud del Perú (EsSalud), las dependencias de la Sanidad de las Fuerzas Armadas y de la Sanidad de las Fuerzas Policiales
Pretell permaneció en el cargo hasta el final del gobierno de transición el 28 de julio del año 2001, siendo luego reemplazado por Luis Solari en el gobierno de Alejandro Toledo.
En noviembre del 2009, Eduardo Pretell fue condecorado y homenajeado por el ministro Óscar Ugarte por su destacada labor en el Ministerio de Salud y como médico cirujano.

## Reconocimientos
- Primer Premio en Medicina Hipólito Unánue (1974 y 1998)[7]
- Premio Sociedad Latino Americana de Tiroides en (1969)
- Premio Reina Sofía (1996)
- Profesor Emérito de la Universidad Peruana Cayetano Heredia (2002)
- Premio Reina Sofía (2006)
- Premio Abraham Horwitz Organización Panamericana de la Salud (2009)[8]
- Orden Hipólito Unanue en el Grado de Gran Cruz (2010) - Ministerio de Salud
- Orden Daniel A. Carrión en el Grado de Gran Cruz (2011) - Ministerio de Salud